# Alfie Stewart
Alfie Stewart (Islington, Londres, 24 de diciembre de 1993) es un actor y cantautor inglés, conocido por su papel en la serie Sadie J. Entre el año 2018 y el 2020, Stewart ha conseguido dos roles protagonistas dentro del cine: el papel de «Schwejk» en la película The Good Soldier Schwejk (2018) y como el «soldado Zorias Yunger» en The Outpost (2020).

## Trabajo como actor

### Televisión
Su primera participación dentro de una serie de televisión fue en The Bill y Casualty como Lyall Ramsey (ambas en 2010). En 2011, Stewart fue elegido como Keith Woods en Sadie J, que se transmitió a lo largo de tres temporadas (2011-2013).
También participó como actor invitado en un episodio de Merlín ―quinta temporada― titulado The Hollow Queen («La reina hueca»).
Asimismo, obtuvo otros roles como invitado en las series Southcliffe (2013), The Village (2013-14) y Stan Lee's Lucky Man (2016).

### Películas
Dentro de la industria del cine, la «pantalla grande», fue un extra en el largometraje The Great Ghost Rescue, basado en una novela de Eva Ibbotson. Otros personajes sin nombre propio que llegó a interpretar se encuentran en las películas David Brent: Life on the Road (2016) y Their Finest (2016).
Sin embargo, es de aclarar que también ha conseguido roles con nombres propios, y recientemente, hasta protagónicos ―entre los años 2018 y 2020―, en varias producciones fílmicas: Tear Me Apart (2015), en la que fue «Joe»; The Throwaways (2015), donde fue «Teebs» ―en esta ocasión, volvió a participar en una producción en la que Katie McGrath, «Morgana» dentro de Merlín,  también interpreta un papel―; The Knife That Killed Me (2014, como «Stevie»); Queen & Country (2014, como «Henderson») y Not Fade Away (2012, como «Keith Richards (de joven)»).
Por el momento, dos de sus interpretaciones son las que pueden considerarse protagónicas: en el papel de «Schwejk», de la película The Good Soldier Schwejk (2018) ―adaptación de la novela homónima del escritor checo Hašek― y como el «soldado Zorias Yunger» en The Outpost ―filme inspirado en el reporte publicado por Jake Tapper―, cuya fecha de estreno está pautada para el 2 de julio de 2020.

## Obra como cantautor
Stewart todavía no ha concretado ningún contrato con una discográfica ―por el momento―. Sin embargo, el actor ha difundido su faceta como cantautor ―cantante y compositor de sus propias canciones― a través de la plataforma de YouTube.

## Filmografía

### Largometrajes
| Año  | Título original               | Personaje (nombre en los créditos)        | Rol cinematográfico        | Director(es) del filme     | Refs                 |
| ---- | ----------------------------- | ----------------------------------------- | -------------------------- | -------------------------- | -------------------- |
| 2011 | The Great Ghost Rescue        | Excited Kid                               | Extra (Ext.)               | Yann Samuell               |                      |
| 2012 | Not Fade Away                 | Keith Richards (joven)                    | Papel secundario (Sec.)    | David Chase                | [ 26 ]               |
| 2014 | Queen & Country               | Henderson                                 | Papel secundario (Sec.)    | John Boorman               | [ 25 ]               |
| 2014 | The Knife That Killed Me      | Stevie                                    | Papel secundario (Sec.)    | Kit Monkman / Marcus Romer | [ 24 ]               |
| 2015 | The Throwaways                | Teebs                                     | Papel secundario (Sec.)    | Tony Bui                   | [ 23 ]               |
| 2015 | Tear Me Apart                 | Younger Brother / Joe (hermano menor)     | Papel protagonista (Prot.) | Alex Lightman              | [ 20 ] [ 21 ] [ 22 ] |
| 2016 | David Brent: Life on the Road | Office Worker (empleado de oficina)       | Ext.                       | Ricky Gervais              | [ 16 ]               |
| 2016 | Their Finest                  | Soldier on the Tube (soldado en el metro) | Ext.                       | Lone Scherfig              | [ 16 ] [ 19 ]        |
| 2018 | The Good Soldier Schwejk      | Schwejk                                   | Prot.                      | Christine Edzard           | [ 5 ] [ 6 ] [ 7 ]    |
| 2020 | The Outpost                   | Pfc. Zorias Yunger                        | Sec.                       | Rod Lurie                  | [ 8 ] [ 9 ] [ 10 ]   |

### Cortometrajes
| Año  | Título original  | Personaje   | Director(es)                  | Duración (minutos) | Refs   |
| ---- | ---------------- | ----------- | ----------------------------- | ------------------ | ------ |
| 2012 | Undefeated       | Archie      | Tudor Payne                   | 26 min.            |        |
| 2014 | Patient 39       | Paciente 39 | Dan Clifton                   | 15 min.            |        |
| 2015 | The Substitute   | Hugo        | Nathan Hughes-Berry           | 21 min.            |        |
| 2017 | Firecracker      | Charlie     | Jonathan Harris               | 16 min.            |        |
| 2017 | Fry-Up           | Jake        | Charlotte Regan               | 9 min.             |        |
| 2018 | Razzmatazz       | Jack        | Alexander Milo Bischof        | 15 min.            |        |
| 2018 | Drug Runner      | Niño (voz)  | Charlotte Regan               | 7 min.             |        |
| 2021 | I Am Your Sister | Jack        | Zoe Ellender y Claudia Priddy | (desc.)            |        |
| 2022 | Monico Perseus   | Ash         | Alfie Stewart                 | 7 min.             | [ 36 ] |

### Televisión
| Año(s)      | Título original      | Personaje                             | Rol             | Cantidad de apariciones | Especificaciones | Refs                        |
| ----------- | -------------------- | ------------------------------------- | --------------- | ----------------------- | --- | --------------------------- |
| 2010 / 2017 | Casualty             | Lyall Ramsey (2010) Lee Tailor (2017) | Invitado (Inv.) | 2 episodios (ep.)       | 1. Primera aparición: temporada 25, episodio 12 («Guilty Secrets», T25E12), en 2010. 2. Segunda: «It Had to Be You» (T31E39), en 2017. |                             |
| 2010        | The Bill             | Andy Blake                            | Invitado (Inv.) | 1 ep.                   | - «Crossing the Line» (T26E17). |                             |
| 2011-2012   | Sadie J              | Keith                                 | Sec.            | 26 ep.                  | 1. Primera: «Crushamondo» (T1E1). 2. Última: «Pixiepopalistic: Part 2» (T2E13).                                                        | [ 3 ] [ 4 ]                 |
| 2012        | Merlín               | Daegal                                | Inv.            | 1 ep.                   | - «The Hollow Queen» (T5E8). | [ 11 ] [ 12 ] [ 13 ] [ 14 ] |
| 2013        | Southcliffe          | Danny                                 | Inv.            | 3 ep.                   | 1. Primera: «Light Falls» (T1E2). 2. Última: «All Souls» (T1E4).                                                                       | [ 15 ]                      |
| 2013        | Ripper Street        | David Goodbody                        | Inv.            | 1 ep.                   | - «Threads of Silk and Gold» (T2E5).                                                                                                   | [ 37 ]                      |
| 2013-2014   | The Village          | Bert Middleton                        | Inv.            | 2 ep.                   | 1. Primera: T1E6. 2. Segunda: T2E2. | [ 17 ] [ 18 ]               |
| 2016        | Stan Lee's Lucky Man | Billy                                 | Inv.            | 2 ep.                   | 1. Primera: «The Last Chance» (T1E5). 2. Segunda: «A Twist of Fate» (T1E6).                                                            | [ 16 ]                      |
| 2016        | Suspects             | Nico Reynolds                         | Inv.            | 1 ep.                   | - «The Enemy Within: Part 3» (T5E3).                                                                                                   | [ 16 ]                      |
| 2017        | Tracey Ullman's Show | Terry Marsh / Simon                   | Inv.            | 2 ep.                   | 1. Primera: T2E2. 2. Segunda: T2E6. |                             |

## Videografía

### Videos musicales
| Año  | Nombre de la canción        | Compositor    | Cantante      | Director(es)  | Fecha de publicación original (estreno) | Refs   |
| ---- | --------------------------- | ------------- | ------------- | ------------- | --------------------------------------- | ------ |
| 2015 | «Cockroaches»               | Alfie Stewart | Alfie Stewart | Alfie Stewart | 1 de septiembre de 2015.                | [ 27 ] |
| 2015 | «Just Her»                  | Alfie Stewart | Alfie Stewart | Alfie Stewart | 5 de septiembre de 2015.                | [ 28 ] |
| 2016 | «Off Licence Philosophy»    | Alfie Stewart | Alfie Stewart | Alfie Stewart | 24 de mayo de 2016.                     | [ 29 ] |
| 2018 | «Black Friday»              | Alfie Stewart | Alfie Stewart | Alfie Stewart | 23 de diciembre de 2018.                | [ 30 ] |
| 2019 | «Twilight Zone»             | Alfie Stewart | Alfie Stewart | Alfie Stewart | 2 de enero de 2019.                     | [ 31 ] |
| 2019 | «D.O.S.» (Devil's Only Son) | Alfie Stewart | Alfie Stewart | Mas Rikets    | 31 de enero de 2019.                    | [ 2 ]  |
| 2019 | «Louis V Shoes»             | Alfie Stewart | Alfie Stewart | Alfie Stewart | 21 de marzo de 2019.                    | [ 32 ] |
| 2020 | «Nautical Blues»            | Alfie Stewart | Alfie Stewart | Alfie Stewart | 2 de abril de 2020.                     | [ 33 ] |
| 2020 | «Shipwrecks»                | Alfie Stewart | Alfie Stewart | Alfie Stewart | 14 de abril de 2020.                    | [ 34 ] |
| 2020 | «Stung»                     | Alfie Stewart | Alfie Stewart | Matt Davies   | 24 de junio de 2020.                    | [ 35 ] |
| 2020 | «Talent Show Failure»       | Alfie Stewart | Alfie Stewart | Alfie Stewart | 7 de octubre de 2020.                   | [ 38 ] |
| 2021 | «Violet Don't»              | Alfie Stewart | Alfie Stewart | Alfie Stewart | 23 de febrero de 2021.                  | [ 39 ] |
| 2021 | «Empire of Illusions»       | Alfie Stewart | Alfie Stewart | Alfie Stewart | 15 de marzo de 2021.                    | [ 40 ] |
| 2021 | «Venom»                     | Alfie Stewart | Alfie Stewart | Alfie Stewart | 21 de mayo de 2021.                     | [ 41 ] |
| 2021 | «Always»                    | Alfie Stewart | Alfie Stewart | Alfie Stewart | 4 de septiembre de 2021.                | [ 42 ] |
| 2022 | «Monsters»                  | Alfie Stewart | Alfie Stewart | Alfie Stewart | 18 de enero de 2022.                    | [ 43 ] |
| 2022 | «Quasimodo Smokes»          | Alfie Stewart | Alfie Stewart | Alfie Stewart | 15 de febrero de 2022.                  | [ 44 ] |